# Gray Bulger Geyser
Gray Bulger Geyser est un geyser situé dans le Lower Geyser Basin dans le parc national de Yellowstone aux États-Unis.
Gray Bulger fait partie du groupe Black Warrior (Black Warrior Group) dont font aussi partie Young Hopeful Geyser, Artesia Geyser et Steady Geyser.

## Géologie
Gray Bulger est l'orifice le plus à l'est du groupe d'orifices appelé Young Hopeful Geyser/Gray Bulger Geyser complex. En été 1999, Gray Bulger est devenu temporairement perpétuel, projetant l'eau à 1,2 m et plus rarement à 1,8 m. Il a pu, dans le passé, atteindre 7,6 m.